# 織田尚長
織田 尚長（おだ ひさなが）は、江戸時代初期から前期にかけての大名。大和柳本藩初代藩主。尚長流織田家初代。官位は従五位下・武蔵守、越後守、大和守。

## 生涯
慶長元年（1596年）、織田長益（有楽）の5男として摂津国味舌村（現・大阪府摂津市）にて誕生。
慶長19年（1614年）7月3日、従五位下武蔵守に叙任する。同年12月、長益が豊臣家の重臣であったため、大坂冬の陣の終結に際して豊臣家から徳川家に人質に出される。慶長20年（1615年）4月、大坂城を退去した父・長益と共に徳川家康に御目見する。
元和元年（1615年）8月12日、長益から大和式上郡・山辺郡内で1万石を分与された。始めは大泉村、次いで柳本村に陣屋を構えた。寛永3年（1626年）3月徳川秀忠に従い上洛し、同年9月徳川家光に従い参内した。寛永13年（1636年）1月8日、江戸城の石普請を命じられる。
寛永14年（1637年）11月3日、死去。享年42。法号は林泉院殿雲巌宗光大居士。墓所は東京都港区高輪の東禅寺。

## 系譜
子女は1男4女。
- 父：織田長益
- 母：不詳
- 正室：なし
- 側室：宝樹院
  - 男子：織田長種
- 生母不明の子女
  - 女子：坊城俊完継室
  - 女子：神尾元珍正室
  - 女子：甘露寺経長室
  - 女子：蜷川親房正室